# Coprinus
Os cogumelos do gênero Coprinus são designados por decompositores pois se liquefazerem após a esporulação dando-lhes o nome de "inkcap" ou tampa de caneta. 
Nesse gênero ocorrem alguns cogumelos comestíveis sendo o C. comatus cultivado para esse fim. O mesmo é conhecido em alemão como "Schopftintling".

## Produção
O cultivo é em substrato esterilizado de palhas enriquecidas com nitrogênio, conhecido como cultivo em meio axênico.

## Outros tipos de cogumelos
- Champignon,
- Agaricus blazei,
- Auricularia erinaceus,
- Buna shimeji, Coprinus,
- Flammulina velutipes,
- Ganoderma lucidum,
- Hericum erinaceus,
- Maitake,
- Nameko,
- Pleurotus-salmão,
- Pleurotus citrinopileatus,
- Pleurotus cystidiosus,
- Pleurotus djamor,
- Pleurotus eryngii,
- Pleurotus euosmus,
- Pleurotus tuberregium,
- Stropharia rugosoannulata,
- Shirotomagiotake,
- Cardoncello,
- Shiitake,
- Shimeji-branco,
- Shimeji-preto,
- Tremella fuciformis,
- Volvariella volvacea